# キス☆クラ
『キス☆クラ』は、瀬上あきらによる日本の少年漫画作品。『週刊少年マガジン』（講談社）において、2007年24号から40号まで連載された。フィギュアスケートを題材にしており、タイトルの『キス☆クラ』はキスアンドクライの略。

## あらすじ
月ヶ瀬アイススケートクラブに所属するフィギュアスケーター・高原志葵は、大和撫子との恋を夢見つつ、経営難のクラブを立て直そうと奮闘する日々を送っていた。
ある日、月ヶ瀬アイススケートクラブに、凜・レティシア・七瀬・ランスロットと名乗る少女が現れる。彼女は志葵の父親からスカウトを受けてクリイド公国から来日したと語るが、フィギュアスケートについては全くの素人だった。志葵は凛から従僕としてこき使われつつも、大会出場を目指して準備を進めていく。

## 登場人物
高原志葵（たかはら しき）
本作の主人公。月ヶ瀬アイススケートクラブに所属する男子フィギュアスケーター。大和撫子との恋を夢見ている。
父・京介はかつてオリンピック候補選手になったフィギュアスケーターで、5歳の頃に父を真似してフィギュアスケートを始める。腕前はなかなかだが、極度のあがり症のため、本番では緊張から実力を発揮できずにいる。
凜・レティシア・七瀬・ランスロット（りん・レティシア・ななせ・ランスロット）
本作のヒロイン。クリイド公国の第一王女で、高原京介のスカウトに応じて来日し、月ヶ瀬アイススケートクラブを訪れる。容姿は志葵の理想そのものだが、性格は高飛車で負けず嫌いであり、志葵のことを従僕としてこき使っている。
スケーティングはできるが、フィギュアスケートの経験はない。しかしスケーティングには華があり、また一度見ただけでトリプルアクセルを飛ぶなど素質も高い。
宝生冴子（ほうしょう さえこ）
月ヶ瀬アイススケートクラブの専属コーチ。マイペースで一見ダラッとしているが、仕事はしっかりこなす。凜曰くシルヴィアと雰囲気が似ているらしく、高飛車な凛も彼女の指示には素直に従う。
シルヴィア
クリイド公国における凜のメイド長。強気かつマイペースに凜を導いており、冴子と雰囲気が似ている。剣技や体術が得意。
主人である凜のことを第一に考えており、凜に近づく男性には容赦がない。
浅見京子（あさみ きょうこ）
志葵とは顔馴染みの女子フィギュアスケーター。ジュニアではトップクラスの実力者だが、それ故にプライドが高い。
志葵にはキツい態度を取っているが、内心では彼に気がある。凜とは犬猿の仲。

## 書誌情報
- 瀬上あきら 『キス☆クラ』 講談社〈講談社コミックス〉、全2巻
  1. 2007年9月14日第1刷発行（2007年9月14日発売[3]）、ISBN 978-4-06-363896-7
  2. 2007年10月17日第1刷発行（2007年10月17日発売[4]）、ISBN 978-4-06-363906-3